# Маунтин Медоус (Колорадо)
Маунтин Медоус (енгл. Mountain Meadows) насељено је место без административног статуса у америчкој савезној држави Колорадо.

## Демографија
По попису из 2010. године број становника је 274.
| Група             | 2000.    | 2010.       |
| Белци             | 0 (0,0%) | 259 (94,5%) |
| Афроамериканци    | 0 (0,0%) | 0 (0,0%)    |
| Азијати           | 0 (0,0%) | 7 (2,6%)    |
| Хиспаноамериканци | 0 (0,0%) | 3 (1,1%)    |
| Укупно            | 0        | 274         |